# Sancar
Sancar ist ein türkischer männlicher Vorname und Familienname mit der Bedeutung „kurzer Dolch“, in übertragener Bedeutung: „der Sieger, der Siegreiche“. Eine Variante des Namens ist Sançar.

## Namensträger

### Familienname
- Aziz Sancar (* 1946), türkisch-US-amerikanischer Biochemiker und Genetiker
- Hasim Sancar (* 1960), Schweizer Politiker (Grüne)
- İlhami Sancar (1909–1986), türkischer Politiker
- Mithat Sancar (* 1963), türkisch-kurdischer Abgeordneter und Hochschullehrer
- Nejdet Sançar (1910–1975), türkischer Literaturlehrer und Autor
- Semih Sancar (1911–1984), türkischer General